# Mecaphesa semispinosa
Mecaphesa semispinosa är en spindelart som beskrevs av Simon 1900. Mecaphesa semispinosa ingår i släktet Mecaphesa och familjen krabbspindlar. Inga underarter finns listade i Catalogue of Life.